# Ensukushiranna
Ensukushiranna (... – III millennio a.C.) è stato un re di Aratta.